# 305 mm/45 Model 1893
305 mm/45 Model 1893 — 305-миллиметровое корабельное артиллерийское орудие, разработанное и производившееся в Франции. Состояло на вооружении ВМС Франции. Им были вооружён эскадренный броненосец «Бувэ» типа «Шарль Мартель». Орудие стало развитием пушки 305 mm/40 Model 1893. В дальнейшим французы разработали на её базе артсистему 305 mm/40 Model 1893-96.